# Wiz (公司)
Wiz公司是一家总部位于纽约市的云安全初创公司。 该公司由Assaf Rappaport、Yionon Costica、Roy Reznik和Ami Luttwak于2020年1月共同创立，他们都曾是Adallom的创始人。 Rappaport担任首席执行官，Costica担任产品副总裁，Reznik担任工程副总裁，Luttwak担任首席技术官。 该公司的平台分析托管在亚马逊云服务、微软Azure、谷歌云平台、甲骨文云基础设施和Kubernetes中的计算基础设施，以查找可能允许恶意行为者控制云资源和/或窃取宝贵数据的风险因素组合。
截至2024年2月，Wiz拥有约900名员工，其中大多数销售和营销人员分布在北美和欧洲，而大多数工程人员位于特拉维夫，以色列。 2022年8月，Wiz声称是从2021年2月到2022年7月左右，在年度经常性营收(ARR)方面从100万美元扩展到1亿美元最快的初创公司。 2024年2月，该公司声称其ARR已达到3.5亿美元，在财富100强公司中占有40%的市场份额。

## 发展历程
Wiz由Assaf Rappaport、Yionon Costica、Roy Reznik和Ami Luttwak于2020年1月共同创立，他们都曾是Adallom的创始人。
2023年12月，Wiz同意以5000万美元的价格收购总部位于特拉维夫的云开发协作平台Raftt。 2024年4月，该公司以约3.5亿美元的价格收购了云检测和响应初创公司Gem Security。 同月，有报道称Wiz打算收购Lacework，但在5月份的尽职调查过程中，这笔交易告吹。
2024年，据报道谷歌正在洽谈以230亿美元的估值收购Wiz，但Wiz拒绝了这一提议，转而寻求上市。

### 融资
Wiz已从风险投资基金和私人投资者那里筹集了总计19亿美元的资金：
- A轮 - 2020年12月，Wiz从Index Ventures、紅杉資本、Insight Partners和Cyberstarts筹集了1亿美元资金，从而摆脱了隐身模式。[14]
- B轮 - 2021年4月和5月，Wiz分别从Index Ventures、Sequoia Capital、Insight Partners和Cyberstarts筹集了1.3亿美元和1.2亿美元，估值为17亿美元。[15]
- C轮 - 2021年10月，Wiz从风险投资基金Insight Partners、Greenoaks Capital、Sequoia Capital、Salesforce Ventures和CyberStarts，以及个人投资者贝尔纳·阿尔诺和霍华德·舒尔茨那里筹集了2.5亿美元，估值为60亿美元。[16][17][18]
- D轮 - 2023年2月，Wiz从风险投资基金光速创投（英语：Lightspeed Venture Partners）和Greenoaks Capital，以及包括Bernard Arnault和Howard Schultz在内的个人投资者那里筹集了3亿美元，估值为100亿美元。[19]
- E轮 - 2024年5月，Wiz从Andreessen Horowitz、Lightspeed Venture Partners、Thrive Capital、Greylock Partners、Wellington Management、Cyberstarts、Greenoaks、Index Ventures、Salesforce Ventures、Sequoia Capital和Howard Schultz那里筹集了10亿美元，估值为120亿美元。[20]

## 研究
Wiz的研究人员发现并负责任地披露了许多云漏洞，这些漏洞引起了媒体的广泛关注：
- ChaosDB - 微软Azure Cosmos DB中的一系列缺陷，这些缺陷使得下载、删除或操纵属于数千名Azure客户的数据库成为可能。[21][22]
- OMIGOD - 开放式管理基础设施 (OMI)中的错误，这是一种普遍存在但记录不佳的代理，嵌入在许多流行的Azure服务中，允许未经身份验证的远程代码执行和权限提升。[23]
- NotLegit - Azure应用服务中不安全的默认行为，它暴露了一些客户应用程序的源代码。[24]
- ExtraReplica - 在Azure Database for PostgreSQL Flexible Server中发现的一系列关键漏洞，这些漏洞可能让恶意用户在绕过身份验证后提升权限并访问其他客户的数据库。[25][26]
- AttachMe - 一个云隔离漏洞，在被甲骨文云基础设施修复之前，该漏洞可能允许攻击者在未经授权的情况下访问和修改其他用户的OCI存储卷。[27]
- Hell's Keychain - IBM Cloud Databases for PostgreSQL中首个此类云服务提供商供应链漏洞，在修复之前，该漏洞可能允许恶意行为者在受害者的环境中远程执行代码。[28]
- BingBang - Azure Active Directory (AAD) 中的一个配置错误，允许 Wiz 研究人员修改 Bing.com 搜索结果，恶意行为者可以利用该错误窃取 Office 365 凭据，从而访问无数用户的私人电子邮件和文档。[29]